# White Van Man
White Van Man is een Britse sitcom van de British Broadcasting Corporation. De Britse komiek Adrian Poynton bedacht de serie en schreef het filmscript. De eerste en tweede aflevering werden op 22 maart 2011 uitgezonden op BBC Three. Het eerste seizoen bestaat uit zes afleveringen en in 2012 werd een tweede en laatste seizoen van wederom zes afleveringen uitgezonden. Naar het eerste seizoen keken gemiddeld 800.000 kijkers, naar het tweede ongeveer de helft. Een Amerikaanse remake onder de titel Family Tools is in ontwikkeling bij ABC.

## Verhaal
Ollie Curry wil graag zijn eigen onderneming opzetten, maar neemt noodgedwongen het klusjesbedrijf Curry & Son van zijn vader over. Met zijn maat Darren Brown rijdt hij in een oude Ford Transit (een white van) rond.

## Rolverdeling
- Will Mellor als Ollie "Rogan" Josh Curry
- Joel Fry als Darren Brown
- Georgia Moffett als Emma Keeley
- Naomi Bentley als Liz "Olizia" Brown
- Clive Mantle als Tony Curry
- Blake Harrison als Ricky
- Vicky Longley als Joanne

## Afleveringen

### Seizoen 1
- "Ollie's First Day" (22 maart 2011)
- "Turf" (22 maart 2011)
- "The Stand" (29 maart 2011)
- "The Morning After" (5 april 2011)
- "Honest" (12 april 2011)
- "Beginnings and Ends" (19 april 2011)

### Seizoen 2
- "Charity" (23 februari 2012)
- "The Break Up" (1 maart 2012)
- "Cupboard" (8 maart 2012)
- "The Ones That Got Away" (15 maart 2012)
- "They Think It's All Over" (22 maart 2012)
- Crime and Punishment" (29 maart 2012)